# Yaroun
Yaroun (arabe : يارون  )  est un village libanais situé dans le caza de Bint Jbeil dans le gouvernorat de Nabatieh au Liban. C'est un village mixte où  musulmans et chrétiens se côtoient. Il a été détruit à la suite des bombardements israéliens massifs pendant la guerre entre Israël et le Hezbollah qui commence en octobre 2023.

## Description
Yaroun est situé sur une colline à 750-900 mètres d'altitude, à la frontière israélo-libanaise ; il surplombe des villages israéliens.
Yaroun compte des musulmans chiites et les chrétiens catholiques. En 2009, la paroisse Saint-Georges de l'église melkite du village comptait 365 membres.
Ses principaux produits agricoles de Yaroun sont les olives, le blé et le tabac.

## Période ottomane
En 1596, le village est appelé يارون النصارى ( Yarun an-Nasara signifiant « Yarun des chrétiens »). Il est situé dans la nahiya (sous-district) ottomane de Tibnin sous le liwa' (district) de Safad ; sa population compte 39 foyers chrétiens et 11 célibataires chrétiens, 37 foyers musulmans et 20 célibataires musulmans.
Les villageois payaient des impôts sur des cultures, comme  le blé, l'orge, les oliviers, les vignes, les arbres fruitiers, les chèvres et les ruches, en plus des « revenus occasionnels » ; le total s'élevait à 7 247 akçe.
En 1781, Jezzar Pacha lança une offensive contre les cheikhs ruraux de Jabal Amel au Liban. Une bataille eut lieu à Yaroun en septembre 1781 entre les troupes ottomanes et celle du cheikh chiite Nasif al-Nassar (en) au cours de laquelle Nasif al-Nassar fut tué.
En 1881, le PEF Survey of Palestine (en), Enquête sur la Palestine du Palestine Exploration Fund, le décrit ainsi : « Un village en pierre, contenant environ 200 chiites et 200 chrétiens ; une chapelle chrétienne dans le village. Le village est situé au bord d'une plaine, avec des vignes et des terres arables ; à l'ouest s'élève un sommet basaltique appelé el Burj, parsemé de citernes, et qui serait le site d'un ancien château».
L'Enquête sur la Palestine du Palestine Exploration Fund indique également avoir trouvé à Yaroun des vestiges d'une ancienne église, avec des inscriptions grecques.

## Liban
Selon les statistiques de 1945, la population était comptée avec les villages de Saliha et de Maroun al-Ras ; le total était de 1 070 musulmans avec 11 735 dunams de terre, selon une enquête officielle sur la terre et la population. Sur les 11 35 dunams, 7 401 étaient alloués aux céréales, 422 dunams étaient irrigués ou utilisés pour les vergers, tandis que 58 dunams étaient des zones bâties (urbaines).
Dans les années 1970, un petit groupe d'habitants de Yaroun, fuyant la guerre du Liban, s'est installé à Bell, en Californie. Ils ont fondé une communauté libano-américaine qui compte depuis environ 2 000 membres dans les années 2010.
En juillet 2006, Yaroun, comme de nombreux autres villages le long de la frontière sud du Liban, a été atteint dans la guerre du Liban de 2006 entre le Hezbollah et l'armée israélienne.

## Destruction du village par Israël en 2023-2024
En octobre 2023 et dans les affrontements frontaliers entre Israël et le Hezbollah qui ont suivi, Yaroun a été pris entre deux feux et soumis à des bombardements israéliens massifs,, qui ont entraîné la destruction d'une grande partie du village et le déplacement presque total de ses habitants.
En novembre 2023, l’église melkite de Yaroun est partiellement détruite par un bombardement israélien.
En octobre 2024, Israël, au cours de son invasion du Liban fait piéger à l'explosif la mosquée Imam Ali Ibn Abi Talib puis provoque son explosion, événement largement diffusé sur des réseaux sociaux.
L'armée israélienne publie le 7 octobre 2024 des images du village en grande partie ravagé, filmées par un drone,.
En octobre 2024, Israël a le contrôle militaire du village, le Hezbollah tirant occasionnellement des roquettes et essayant de tendre des embuscades aux forces de l'armée israélienne dans le village.
Des images satellites et des vidéos montrent le 11 octobre 2024 que Yaroun a été en grande partie détruit par l'armée israélienne, de même que le village de Maroun al-Ras, situé lui aussi près de la frontière.

## Personnalités notables
- Eid Hourany (en) (1940 – 2008), physicien nucléaire franco-libanais
- Youssef Hourany (en) (1931 – 2019), écrivain, archéologue et historien libanais
- Dominique Hourani (en) (née en 1985), artiste libanaise, actrice, reine de beauté et ancien mannequin
- Mohamad Kdouh (en) (né en 1997), footballeur libanais[23]